# Kommunalvalget i Læsø Kommune 2013
Den 19. november 2013 blev afholdt kommunal- og regionsrådsvalg i Danmark, og dermed på Læsø (i Læsø Kommune). 
Ved kommunalvalget var opstillet 23 kandidater fra 7 partier. Stemmeprocenten lå på 83,69 % svarende til at 1314 af de 1570 stemmeberettigede afgav deres stemme.
Socialistisk Folkeparti valgte ikke at genopstille på øen, og mistede derved automatisk deres mandat ved valget.

## Valgte byrådsmedlemmer
| Parti | Parti             | Navn                     | Personlige stemmer | Mandat- nummer |
| ----- | ----------------- | ------------------------ | ------------------ | -------------- |
| A     | Socialdemokratiet | Folmer Hjorth Kristensen | 159                | 3              |
| A     | Socialdemokratiet | Lars Vilsen              | 81                 | 7              |
| D     | Samarbejdslisten  | Henrik Friis Autzen      | 113                | 4              |
| H     | Læsø Borgerliste  | Bente Faldt Faurholt     | 60                 | 5              |
| L     | Læsø Listen       | Tobias Birch Johansen    | 126                | 2              |
| L     | Læsø Listen       | Ole Larsen               | 112                | 6              |
| O     | Dansk Folkeparti  | Per Kjærsgaard Bragt     | 101                | 8              |
| V     | Venstre           | Lone Broe Christiansen   | 83                 | 1              |
| V     | Venstre           | Olav Juul Garn Larsen    | 54                 | 9              |